# هندبال قهرمانی باشگاه‌های آسیا
قهرمانی هندبال لیگ باشگاهی مردان آسیا (قهرمانی لیگ باشگاه‌های AHF) مسابقات بین‌المللی سالانه‌ای است که توسط فدراسیون هندبال آسیا برای باشگاه‌های هندبال مردان آسیا برگزار می‌شود.

## جدول مدال ها(باشگاه ها)
- السد اس سی  ۵ قهرمانی.

- اس سی الجیش  ۳ قهرمانی و ۱ نایب قهرمانی.

- الدحیل  ۲ قهرمانی و ۲ نایب قهرمانی.

- قادسیه  ۲ قهرمانی.

- کاظما  ۲ قهرمانی.
- الریان اس سی  ۱ قهرمانی و ۲ نایب قهرمانی.

- السلیبیخات  ۱ قهرمانی و ۱ نایب قهرمانی.

- النجمه  ۱ قهرمانی و ۲ نایب قهرمانی.

- اس اس سی سد  ۱ قهرمانی و ۲ نایب قهرمانی.

- النور  ۱ قهرمانی و ۱ نایب قهرمانی.

- الکویت  ۱ قهرمانی و ۱ نایب قهرمانی.

- المضار  ۱ قهرمانی و ۱ نایب قهرمانی.

- الاهلی عربستان  ۱ قهرمانی.

- العربی  ۱ قهرمانی

- الفهیل  ۱ قهرمانی

- السلمیه  ۲ نایب قهرمانی

- الاهلی قطر  ۱ نایب قهرمانی

- فولاد مبارکه سپاهان  ۱ نایب قهرمانی

- الاهلی فلسطین  ۱ نایب قهرمانی

- الوکره  ۱ نایب قهرمانی

- الوحده  ۱ نایب قهرمانی[۱][۳]

## عناوین بر اساس کشور
- قطر  ۱۲ قهرمانی و ۷ نایب قهرمانی و ۶ مقام سومی

- کویت  ۷ قهرمانی و ۶ نایب قهرمانی و ۳ مقام سومی

- بحرین  ۵ قهرمانی و ۲ نایب قهرمانی و ۵ مقام سومی

- عربستان  ۳ قهرمانی و ۳ نایب قهرمانی و ۳ مقام سومی

- لبنان  ۱ قهرمانی و ۲ نایب قهرمانی و ۱ مقام سومی

- امارات  ۲ نایب قهرمانی و ۳ مقام سومی

- ایران  ۱ نایب قهرمانی و ۳ مقام سومی

- اردن  ۱ نایب قهرمانی[۱][۴]